# Cité des Arts (La Réunion)
Pour les articles homonymes, voir Cité des arts.

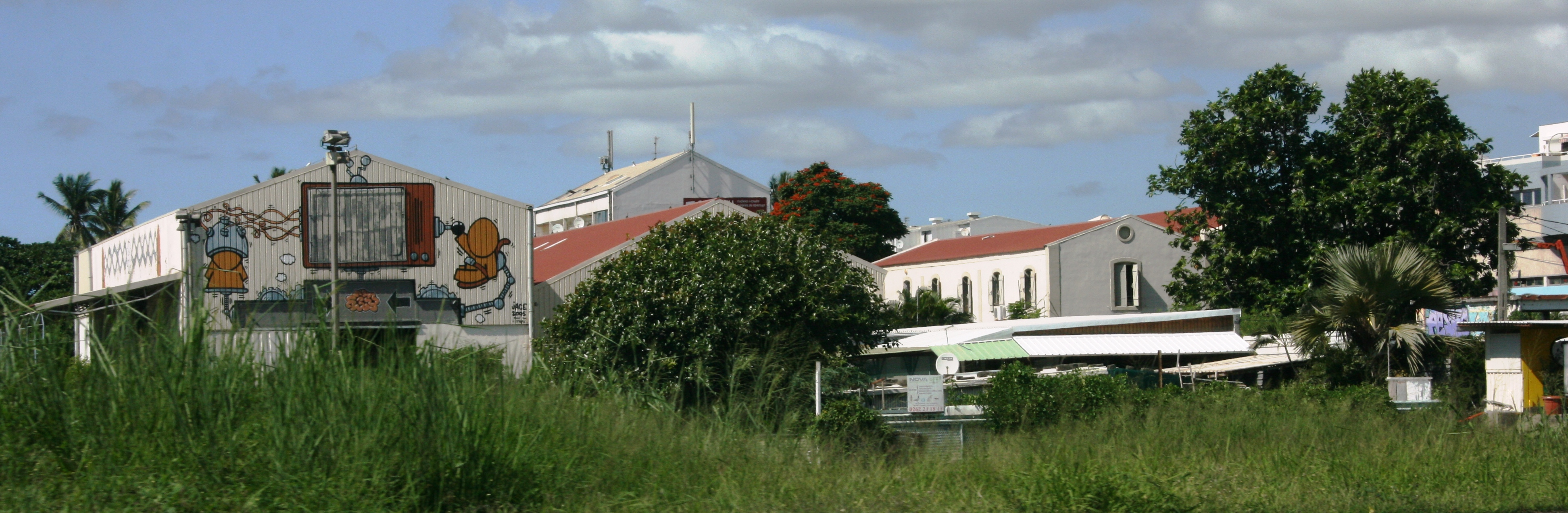
Vue des bâtiments de l'espace Jeumon à Saint-Denis de La Réunion.

La Cité des Arts est un centre culturel sur l'île de La Réunion, département d'outre-mer français dans le sud-ouest de l'océan Indien. Situé  à Sainte-Marie, le chef-lieu, il occupe à compter de début 2016 un site autrefois appelé Espace Jeumon, et où se trouvait un bâtiment construit pour le chemin de fer de La Réunion et qui fut un temps une centrale électrique.
On y trouve plusieurs espaces, dont une salle de spectacle appelée Palaxa, implantée sur ce site depuis longtemps.